# Chiesa di Santa Caterina (Valencia)
La chiesa di Santa Caterina è una chiesa cattolica in stile gotico che si trova a Valencia.

## Storia
La chiesa fu costruita all'inizio del XIII secolo sul sito di una precedente moschea. La maggior parte degli interni è stata ricostruita in stile barocco dopo un incendio nel 1548. La chiesa ha un portale cinquecentesco e un imponente campanile, con una base esagonale e cinque livelli, sul luogo dove sorgeva il minareto della moschea.
La chiesa è stata restaurata nel 1785.
Le campane sono state fuse a Londra nel 1729 mentre l'orologio è stato aggiunto nel 1914. Durante il restauro del 2012 ci si rese conto che il meccanismo era relativamente moderno e di nessun valore, per cui si decise di rimuoverla e di aggiungere nuovamente la campana rimossa nel 1902.
Nel 1936 l'interno della chiesa fu assalito e dato alle fiamme dai miliziani repubblicani e successivamente restaurato negli anni 50.